# Borki Wielkie
Borki Wielkie (deutsch Groß Borek, 1936–1945 Brückenort) ist eine Ortschaft in Oberschlesien. Sie liegt in der Stadt-und-Land-Gemeinde Olesno (Rosenberg OS) im Powiat Oleski der Woiwodschaft Opole (Oppeln).

## Geographie

### Geographische Lage
Borki Wielkie liegt im nordöstlichen Teil Oberschlesiens im Rosenberger Land. Das Dorf Borki Wielkie liegt rund elf Kilometer östlich der Kreisstadt Olesno und etwa 58 Kilometer nordöstlich der Woiwodschaftshauptstadt Opole. Südöstlich des Dorfes liegt die Grenze zur Woiwodschaft Schlesien.
Der Ort liegt in der Wyżyna Woźnicko-Wieluńska (Woischnik-Wieluń Hochland) innerhalb der Obniżenie Liswarty (Lisswarther Senke). Borki Wielkie ist umgeben von weitläufigen Waldgebieten, darunter dem Wald Las Czarny. Südöstlich fließt die Łomnica, ein linker Nebenfluss der Liswarta.

### Ortsteile
Ortsteile von Borki Wielkie sind die Weiler Sobisz (Sophienhof), Kuźnica Borecka (Eisenhammer), Ligęzów (Lerchenbusch), Smolarki (Krügertal) und Flaki (Kummerhöhe) sowie die Kolonie Kolonia Borki Wielkie (Kolonie Groß Borek).

### Nachbarorte
Nachbarorte von Borki Wielkie sind im Westen Borki Małe (Klein Borek) und im Nordosten Kucoby (Kutzoben).

## Geschichte

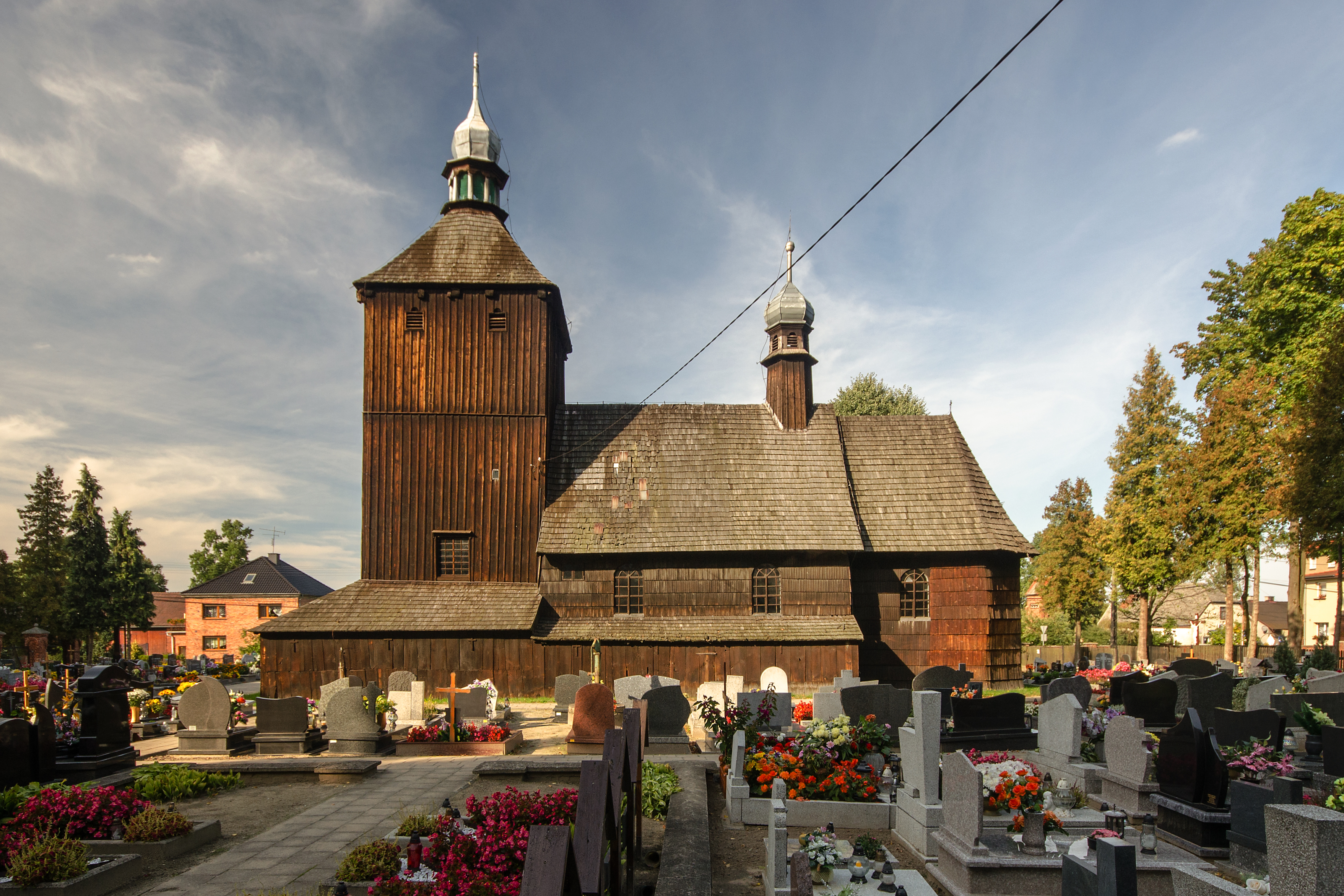
Schrotholzkirche St. Martin und St. Bartholomäus

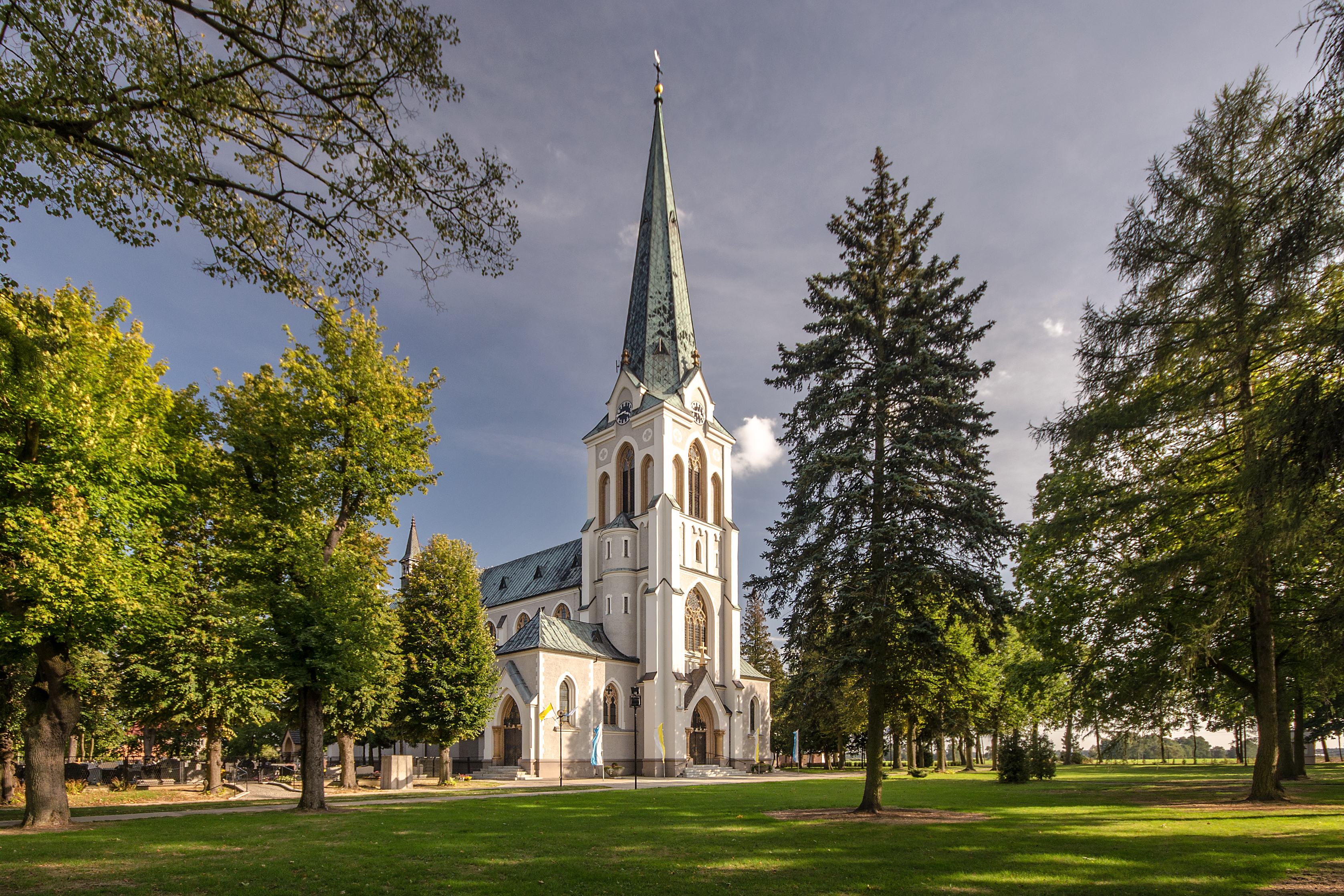
Die Franziskanerkirche

Borki Wielkie gilt als eine der ältesten Orte der Gegend, der Ort wurde 1193 erstmals als Borch urkundlich erwähnt. 1250 wird der Ort als Borky erwähnt.
Nach dem Ersten Schlesischen Krieg 1742 fiel Groß Borek mit dem größten Teil Schlesiens an Preußen. Der Ort wurde 1783 im Buch Beyträge zur Beschreibung von Schlesien als Groß Boreck erwähnt, gehörte einem Herrn Gottlieb von Jordan und lag im Kreis Rosenberg des Fürstentums Oppeln. Damals hatte er 289 Einwohner, ein herrschaftliches Vorwerk, eine katholische Kirche, eine Schule, drei Wassermühlen, einen Hochofen, zwei Frischfeuer, 18 Bauern, vier kleine Bauern, 24 Gärtner und zwei Häusler.
Nach der Neuorganisation der Provinz Schlesien gehörte die Landgemeinde Groß Borek ab 1816 zum Landkreis Rosenberg O.S. im Regierungsbezirk Oppeln. 1845 bestanden im Dorf eine katholische Kirche, eine katholische Schule, eine Försterei, ein Vorwerk und 83 Häuser. Im gleichen Jahr lebten in Groß Borek 745 Menschen, davon 37 evangelisch und 14 jüdisch. 1865 bestand Groß Borek aus einem Dominium und einem Dorf. Das Dorf hatte zu diesem Zeitpunkt 18 Bauern, 19 Gärtner, vier Häusler mit Acker und acht Häusler ohne Acker, sowie eine Wassermühle, einen Hochofen, eine Baumschule, eine Stärkefabrik, eine Schule und eine Kirche. Zum Dominium gehörten die Vorwerke Groß Borek, Eisenhammer und Sophienhof. 1874 wurde der Amtsbezirk Groß Borek gegründet, welcher aus den Landgemeinden Bronietz, Groß Borek und Klein Borek und dem Gutsbezirk Groß Borek bestand. Erster Amtsvorsteher war der Königliche Oberamtsmann Plöhn. 1885 zählte Groß Borek 746 Einwohner.
Von 1906 bis 1907 erbauten die Franziskaner im Ort ein Kloster. Bei der Volksabstimmung in Oberschlesien am 20. März 1921 stimmten 172 Wahlberechtigte für einen Verbleib Oberschlesiens bei Deutschland und 329 für eine Zugehörigkeit zu Polen. Auf Gut Groß Borek stimmten 45 für Deutschland und 36 für Polen. Groß Borek verblieb nach der Teilung Oberschlesiens beim Deutschen Reich. 1936 wurde der Ort im Zuge einer Welle von Ortsumbenennungen der NS-Zeit in Brückenort umbenannt. Zum 1. April 1939 wurden die Gemeinden Heidelsdorf und Wehrenfelde nach Brückenort eingemeindet. 1939 lebten in Brückenort 2142 Menschen. Bis 1945 befand sich der Ort im Landkreis Rosenberg O.S.
1945 kam der bis dahin deutsche Orte unter polnische Verwaltung und wurde anschließend der Woiwodschaft Schlesien angeschlossen und ins polnische Borki Wielkie umbenannt. 1950 kam der Ort zur Woiwodschaft Oppeln und 1975 zur Woiwodschaft Tschenstochau. 1999 kam der Ort zum wiedergegründeten Powiat Oleski und wieder zur Woiwodschaft Oppeln.

## Persönlichkeiten
- Martin Gorzolka (1808–1876 oder 1877), Landwirt und Mitglied der preußischen Nationalversammlung

## Sehenswürdigkeiten
- Die Schrotholzkirche St. Martin und St. Bartholomäus (poln. Kościół cmentarny św. Marcina i Bartłomieja) ist eine Friedhofskapelle und wurde 1697 erbaut.
- Die römisch-katholische Franziskanerkirche (poln. Kościół św. Franciszka z Asyżu) wurde zwischen 1910 und 1911 im neogotischen Stil erbaut.
- Franziskanerkloster.[11]